# URL-Encoding
URL-Encoding (URL-Kodierung, auch Prozentkodierung genannt) ist ein Mechanismus, der dazu dient, Informationen in einer URL unter bestimmten Gegebenheiten zu kodieren. Zur Kodierung werden nur bestimmte Zeichen des ASCII-Zeichensatzes verwendet.
Ohne diese Kodierung wären einige Informationen nicht in einer URL darstellbar. Beispielsweise wird ein Leerzeichen in aller Regel vom Browser als Ende der URL interpretiert, nachfolgende Zeichen würden ignoriert oder führten zu einem Fehler. Mit der URL-Kodierung kann ein Leerzeichen durch die Zeichenfolge %20 übergeben werden. RFC 3986 definiert einen Standard, wie eine URI (und damit auch eine URL) syntaktisch aufgebaut sein sollte und unter welchen Bedingungen die URL-Kodierung Anwendung findet.
Auch für nicht im ASCII-Zeichensatz enthaltene Zeichen wird die URL-Kodierung mit dem Prozentzeichen eingesetzt. Hier gibt es jedoch bisher nur eine Empfehlung im RFC 3986, ein verbindlicher Standard fehlt noch.

## Reservierte und nicht reservierte Zeichen
URLs können aus folgenden Teilen bestehen:
```
https://maxmuster:geheim@www.example.com:8080/index.html?p1=A&p2=B#ressource
\___/   \_______/ \____/ \_____________/ \__/\_________/ \_______/ \_______/
  |         |       |           |         |       |          |         |
Schema  Benutzer Kennwort      Host      Port    Pfad      Query    Fragment

```

Bestimmte Zeichen innerhalb dieses Ausdrucks kennzeichnen und trennen die einzelnen Segmente der URL und ermöglichen eine Zerlegung und Verarbeitung des Ausdrucks. Bei einem HTTP-Zugriff beispielsweise:
- leitet das Fragezeichen (?) den Query-String der URL ein,
- steht das Gleichheitszeichen (=) zwischen dem Namen eines Parameters und seinem Wert,
- steht das Et-Zeichen (&) als Trennzeichen zwischen Parametern im Query-String,
- folgt dem Rautezeichen (#) der Name eines Dokumentenankers (siehe auch URI-Referenzen).

Weitere Zeichen haben spezifische Bedeutungen im Dokumentenpfad. Folgende Zeichen gelten als reserviert:
Folgende Zeichen sind nicht reserviert, besitzen also in einer URL keine vorgegebene Bedeutung:
- Buchstaben: A–Z, a–z
- Ziffern: 0–9
- - . _ ~

## Arten

### Prozentdarstellung
Eine URL besteht aus den genannten reservierten und nicht reservierten Zeichen. Sie darf keine anderen Zeichen enthalten. Es besteht jedoch prinzipiell der Bedarf, in URLs beliebige Byte-Folgen – also sämtliche Werte zwischen 0 und 255 – darstellen zu können. Zudem muss eine Möglichkeit existieren, reservierte Zeichen in einer URL derart schreiben zu können, dass sie ihre speziellen Bedeutungen verlieren (siehe auch Escape-Sequenz).
Die Prozentdarstellung von Zeichen trägt beiden Forderungen Rechnung. Ihr zugrunde liegt ein Kodierungsverfahren, das jedem Zeichencode eine dreistellige Zeichenkombination zuordnet, die mit dem Prozentzeichen beginnt, dem die zweiziffrige hexadezimale Darstellung des Zeichencodes folgt.
Ein reserviertes Zeichen muss in einer URL in prozentkodierter Form geschrieben werden, wenn es an der Stelle, an der es sich befindet, eine besondere Bedeutung hat, diese aber im vorliegenden Kontext nicht haben soll. Nicht reservierte Zeichen können, sollten aber nicht, prozentkodiert werden. Bei anderen Zeichen (unter anderem Binärdaten) besteht meist gar keine andere Möglichkeit, als sie in einer URL in prozentkodierter Form darzustellen (Ausnahme: reserviertes Zeichen ‚+‘ anstelle eines Leerzeichens im Query-String).
Beispiel:
Laut ASCII ist dem Zeichen ‚#‘ der hexadezimale Zeichencode 23 zugeordnet. Somit stellt der Ausdruck ‚%23‘ die prozent-kodierte Form des Zeichens ‚#‘ dar.
Die Interpretation von:
```
http://www.example.net/index.html?session=A54C6FE2#info

```

ist eindeutig. Es wurde ein URL-Parameter namens session definiert, dem der Wert A54C6FE2 zugewiesen ist, sowie der Dokumentenanker namens info angegeben. Das Zeichen ‚#‘ hat in dem vorliegenden Kontext die besondere Bedeutung, dass ihm der Name eines Dokumentenankers folgt. Soll es diese Bedeutung verlieren, d. h. dem URL-Parameter session der Wert A54C6FE2#info zugewiesen werden, so muss das Zeichen ‚#‘ in prozent-kodierter Form in der URL stehen:
```
http://www.example.net/index.html?session=A54C6FE2%23info

```

In der Praxis wird dieser Mechanismus nicht immer einheitlich angewendet. Es gibt jedoch Fälle, in denen die Verwendung nötig ist, beispielsweise beim Aufruf eines Ankers über einen Dereferrerdienst.

#### Relevante ASCII-Zeichen in Prozentdarstellung
|     | !   | "   | #   | $   | %   | &   | '   | (   | )   | *   | +   | ,   | -   | .   | /   | :   | ;   | <   | =   | >   | ?   | @   | [   | \   | ]   | {   | \|  | }   |
| %20 | %21 | %22 | %23 | %24 | %25 | %26 | %27 | %28 | %29 | %2A | %2B | %2C | %2D | %2E | %2F | %3A | %3B | %3C | %3D | %3E | %3F | %40 | %5B | %5C | %5D | %7B | %7C | %7D |

#### Nicht-ASCII-Zeichen
Auch für die Zeichen, die nicht im ASCII-Zeichensatz enthalten sind, werden die Bytes mit vorangestelltem ‚%‘ kodiert. Welche Bitfolge ein Zeichen jedoch darstellt, hängt von der zu benutzenden Zeichenkodierung ab. Es wird zwar vom RFC 3986 empfohlen, UTF-8 zur Kodierung zu benutzen, da dieses Unicode-Format für alle internationalen Zeichen benutzt werden kann, was UTF-8 zwar zur Quasi-Standardkodierung für URIs macht, aber einen expliziten Standard gibt es noch nicht. Um die URL kodieren zu können, muss man also wissen oder ahnen, welche Zeichenkodierung für die abzurufende Datei benutzt wurde oder welche Kodierung der Zielrechner benutzt. Aus diesem Grund ist es immer noch sinnvoll, nur auf Zeichen aus dem ASCII-Vorrat zurückzugreifen.
In der empfohlenen Kodierung UTF-8 wäre beispielsweise der Buchstabe „ö“ (mit dem dezimalen Unicode-Zeichenwert 246) als %C3%B6 dargestellt. Alle Zeichenwerte über 127 werden von UTF-8 als Kombinationen von zwei oder mehr Bytes repräsentiert und dementsprechend in die Prozent-Kodierung übernommen. Die Schriftzeichen des (um Diakritika erweiterten) lateinischen Alphabets erhalten dabei alle eine Darstellung mit zwei Bytes. Mehr Bytes benötigen zum Beispiel CJK-Zeichen.
Mitunter wird immer noch ISO 8859-1 (Latin-1) für die Darstellung benutzt und dessen identischer dezimaler Zeichenwert 246 direkt mit Hilfe der Prozentkodierung in die URL eingefügt. Der Umlaut „ö“ wird dann als Wert %F6 dargestellt.
Beide Darstellungsarten übermitteln dem Server aber unterschiedliche Bitfolgen. Obwohl beide nach ihrer Art richtig kodiert sind, liefert nur eine davon die gewünschte Datei und die andere meist nur eine Fehlermeldung. Bei einigen Servern – wie zum Beispiel denen der Wikipedia – wird jedoch versucht, die Kodierung zu ermitteln, so dass dann auf die richtige Datei weitergeleitet werden kann. Wenn es mit einer Kodierung nicht klappt, sollte man eine der anderen wahrscheinlichen Varianten probieren.

##### Eindeutigkeit der Zeichendekodierung
Einzeln kodierte ASCII-Zeichen (zum Beispiel %23 für #) werden in ASCII, in UTF-8 und in den meisten anderen gängigen Kodierungen wie ISO 8859-15 identisch kodiert.
Bei Zahlen von 128 bis 255 ist die Kodierung unsicher: Entweder handelt es sich um eine UTF-8-Kodefolge (bzw. deren Beginn) oder um eine Kodierung für einen beschränkten Zeichensatz von 256 Zeichen wie beispielsweise ISO 8859-15. Weil in UTF-8 nur bestimmte aufeinanderfolgende Kodes zulässig sind, können beschränkte Kodierungen und UTF-8 mit einer gewissen Wahrscheinlichkeit auseinandergehalten werden: %C3%B6 wird recht sicher nach UTF-8 das Zeichen „ö“ sein (und nicht nach ISO 8859-15 die Zeichenfolge Ã¶).

### Form-Encoding
Mit dem MIME-Typ application/x-www-form-urlencoded können URL-kodierte Daten gekennzeichnet werden. Bei der Übermittlung von Web-Formularangaben mittels der POST-Methode wird dieser MIME-Typ als Inhaltstyp (Content-Type) angegeben. Aus historischen Gründen stimmt die Kodierung nicht genau mit der Kodierung in URLs überein; insbesondere wird ein Leerzeichen nicht mit ‚%20‘, sondern stattdessen mit einem einzelnen ‚+‘ kodiert.